# Tre Valli Varesine 2000
La Tre Valli Varesine 2000, ottantesima edizione della corsa, si svolse il 16 agosto 2000 su un percorso di 204,2 km. La vittoria fu appannaggio dell'italiano Massimo Donati, che completò il percorso in 5h05'50", precedendo i connazionali Davide Rebellin e Daniele De Paoli.
Sul traguardo di Varese 38 ciclisti, sui 185 partiti da Ponte Tresa, portarono a termine la competizione.

## Ordine d'arrivo (Top 10)
| Pos. | Corridore        | Squadra                   | Tempo    |
| ---- | ---------------- | ------------------------- | -------- |
| 1    | Massimo Donati   | Vini Caldirola-Sidermec   | 5h05'50" |
| 2    | Davide Rebellin  | Liquigas-Pata             | a 25"    |
| 3    | Daniele De Paoli | Mercatone Uno-Bianchi     | s.t.     |
| 4    | Jan Ullrich      | Team Deutsche Telekom     | s.t.     |
| 5    | Ivan Gotti       | Team Polti                | a 33"    |
| 6    | Ivan Basso       | Amica Chips-Tacconi Sport | a 4'15"  |
| 7    | Gianluca Valoti  | Team Colpack              | s.t.     |
| 8    | Rodolfo Massi    | Cantina Tollo-Regain      | s.t.     |
| 9    | Massimo Cigana   | Mercatone Uno-Bianchi     | a 6'03"  |
| 10   | Dario Andriotto  | Alexia Alluminio          | a 6'10"  |